# Isabelle Blanc
Isabelle Blanc (Nîmes, 25 juli 1975) is een voormalig snowboardster uit Frankrijk. Ze vertegenwoordigde haar vaderland op de Olympische Winterspelen 1998 in Nagano, de Olympische Winterspelen 2002 in Salt Lake City en de Olympische Winterspelen 2006 in Turijn. 

## Resultaten

### Olympische Winterspelen
| Jaar | Plaats         | Resultaten               |
| ---- | -------------- | ------------------------ |
| 1998 | Nagano         | DNF Reuzenslalom         |
| 2002 | Salt Lake City | Parallelreuzenslalom     |
| 2006 | Turijn         | 14e Parallelreuzenslalom |

### Wereldkampioenschappen
| Jaar | Plaats               | Resultaten                                               |
| ---- | -------------------- | -------------------------------------------------------- |
| 1997 | San Candido          | 10e Reuzenslalom                                         |
| 1999 | Berchtesgaden        | 9e Reuzenslalom · Parallelreuzenslalom · Parallelslalom  |
| 2001 | Madonna di Campiglio | Reuzenslalom · 19e Parallelreuzenslalom · Parallelslalom |
| 2003 | Kreischberg          | 18e Parallelreuzenslalom · Parallelslalom                |
| 2005 | Whistler Blackcomb   | 8e Parallelreuzenslalom 24e Parallelslalom               |

### Wereldbeker
Eindklasseringen
| Seizoen   | Algemeen           | Reuzenslalom       | Slalom            | Parallel- reuzenslalom | Parallelslalom    | Parallel           |
| --------- | ------------------ | ------------------ | ----------------- | ---------------------- | ----------------- | ------------------ |
| 1996/1997 | 64e 125,00 punten  | 21e 1250,00 punten | -                 |                        |                   |                    |
| 1997/1998 | 64e 125,00 punten  | · 4740,00 punten   | -                 |                        |                   |                    |
| 1998/1999 | 8e 911,00 punten   | 6e 4040,00 punten  | 6e 3550,00 punten |                        |                   |                    |
| 1999/2000 | · 1076,00 punten   | 6e 2880,00 punten  |                   | · 6650,00 punten       |                   | · 6650,00 punten   |
| 2000/2001 | 8e 699,00 punten   | 10e 1180,00 punten |                   |                        | 5e 5050,00 punten |                    |
| 2001/2002 | -                  | 9e 290,00 punten   |                   | · 6270,00 punten       | · 3080,00 punten  | · 1900,00 punten   |
| 2002/2003 | -                  |                    |                   | -                      | -                 | 5e 5560,00 punten  |
| 2003/2004 | -                  |                    |                   | -                      | -                 | 5e 5100,00 punten  |
| 2004/2005 |                    |                    |                   | -                      | -                 | 29e 1300,00 punten |
| 2005/2006 | 21e 2840,00 punten |                    |                   | -                      | -                 | 6e 2840,00 punten  |

| - | Dit seizoen niet deelgenomen aan dit onderdeel. |
|   | Onderdeel werd dit seizoen niet gehouden.       |

Wereldbekerzeges
| Datum            | Plaats          | Onderdeel            |
| ---------------- | --------------- | -------------------- |
| 27 februari 1998 | Oberstdorf      | Reuzenslalom         |
| 6 maart 1999     | Kreischberg     | Parallelslalom       |
| 30 november 1999 | Sestriere       | Parallelreuzenslalom |
| 9 januari 2000   | Morzine-Avoriaz | Parallelslalom       |
| 16 januari 2000  | Berchtesgaden   | Parallelslalom       |
| 11 januari 2002  | Alpe d'Huez     | Parallelreuzenslalom |
| 19 januari 2002  | Bardonecchia    | Reuzenslalom         |
| 20 januari 2002  | Bardonecchia    | Parallelreuzenslalom |
| 29 januari 2002  | Bad Gastein     | Parallelslalom       |
| 29 oktober 2002  | Sölden          | Parallelreuzenslalom |
| 5 januari 2003   | Bad Gastein     | Parallelslalom       |
| 9 maart 2003     | Serre Chevalier | Parallelslalom       |
| 15 oktober 2005  | Sölden          | Parallelreuzenslalom |

### Europabeker
Eindklasseringen
| Seizoen   | Algemeen         | Parallel- reuzenslalom |
| --------- | ---------------- | ---------------------- |
| 2001/2002 | 9e 225,00 punten | 18e 225,00 punten      |